# Julio López Oliván

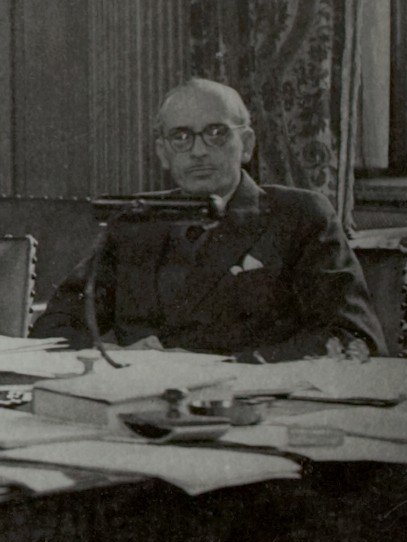
Julio López Oliván (1945)

Julio López Oliván (* 24. Mai 1891 in Saragossa; † 22. Dezember 1964 in Madrid) war 1936 Botschafter der zweiten spanischen Republik bei Eduard VIII. und Sekretär an internationalen Gerichtshöfen.

## Leben
Von 1914 bis 1916 studierte López Oliván Rechtswissenschaft an der Universität Saragossa und übersetzte das Buch L´Agriculture moderne von Daniel Zolla (1859–1927) in La agricultura moderna. Von 1918 bis 1924 war er Konsul in Algier, Alcazarquivir, Tétouan und Larache. 1924 beriet er den Vertreter Spaniens José de Yanguas Messía bei einem Rechtsstreit vor dem Internationalen Gericht gegen das Vereinigte Königreich.
1926 nahm er an der zweiten Französisch-Spanischen Konferenz in Paris über die Aufteilung des Sultanats Marokko teil. 1927 leitete er eine spanische Verhandlungsdelegation mit Abd el-Krim in Oujda. 1928 akzeptierte Alfons XIII. die Jurisdiktion des internationalen Gerichtshofes. Auf Initiative von Hans Max Huber (1901–1987) wurde Julio López Oliván 1929 als Greffier (Sekretär) des Internationalen Gerichtshofes berufen. Am 7. Juni 1933 war er als Greffier am Schiedsverfahren Frankreich – Schweiz um Haute-Savoie und Pays de Gex beteiligt.
Im November 1930 wurde López, unter dem Hochkommissar Francisco Gómez Jordana, von Alfons XIII. zum Leiter der Dirección General de Marruecos y Colonias ernannt und verfasste eine vierbändige kommentierte Ausgabe der geltenden
Gesetze spanischen Protektorats Marokko.
In der zweiten spanischen Republik wurde López 1931 Leiter der Abteilung Politik im Innenministerium. 1932 schickte ihn die junge Republik als Leiter ihrer Vertretung nach Stockholm. 1933 wurde Lopez in der Vertretung Spaniens in Stockholm befördert.  1933 wurde López als Vertreter Spaniens zur Conferencia Económica Mundial (Welthandelskonferenz) nach London entsandt.  1934 und 1935 wurde López als Vertreter Spaniens zum Völkerbund nach Genf entsandt.
Manuel Azaña entsandte den Botschafter Spaniens in London, Julio López-Oliván zum 30. Juni 1936 als Delegierten zum Völkerbund nach Genf. 1936 konspirierte er gegen die spanische Republik, welche er in London vertreten sollte und veruntreute das Geld der Republik, welche die Londoner Filiale der Banco de España bei der Westminster Bank deponiert hatte. Mit dem Geld kaufte Juan de la Cierva Waffen für die Putschisten. Er erkundigte sich bei der britischen Regierung nach der Ölversorgung. Im spanischen Bürgerkrieg war die Versorgung mit Erdölprodukten der Putschisten und ihrer faschistischen Hilfstruppen durchgängig gewährleistet. Ab 1936 war Julio López Oliván Greffier des ständigen internationalen Gerichtshof.
Als Truppen des Deutschen Reichs ab dem 10. Mai 1940 die Niederlande und Den Haag besetzten, begab sich López mit José Gustavo Guerrero nach Genf. Am 31. Dezember 1940 wurde Julio López Oliván von Ramón Serrano Súñer abberufen. 1944 kehrte er nach Den Haag zurück. Vom 25. April bis 26. Juni 1945 nahm er an der Konferenz von San Francisco teil. Von 1953 bis 1960 war Julio López Oliván Kanzler des internationalen Gerichtshofes
Von Hersch Lauterpacht und Lassa Oppenheim übersetzte er deren International Law. Am CSIC veröffentlichte López 1944 ein Verzeichnis internationaler Verträge Spaniens von 1125 bis 1935. Von seinem Kollegen am internationalen Gerichtshof Dionisio Anzilotti übersetzte er, 1935 Curso de Derecho Internacional. Víctor Raúl Haya de la Torre hatte in der Botschaft Kolumbiens in Lima Asyl erhalten und
López unterstützte 1951 die Klage der peruanische Putschregierung unter Manuel Apolinario Odría Amoretti auf Auslieferung von Torre.

## Manifiesto de Lausana
1945 veröffentlichte er mit Eugenio Vegas Latapie das Manifiesto de Lausana, mit welchem Thronansprüche von Juan Bourbon proklamiert wurden. Er gehörte zu monarchistischen Beratern Francos, zu denen auch Pedro Sainz Rodríguez, José María Gil-Robles y Quiñones und General Antonio Aranda zählten.